# Anthene dewitzi
Anthene dewitzi är en fjärilsart som beskrevs av Otto Staudinger 1891. Anthene dewitzi ingår i släktet Anthene och familjen juvelvingar. Inga underarter finns listade i Catalogue of Life.